# Boca da Mata
Boca da Mata är en kommun i Brasilien.   Den ligger i delstaten Alagoas, i den östra delen av landet, 1 400 km nordost om huvudstaden Brasília. Antalet invånare är 25 780.
Omgivningarna runt Boca da Mata är en mosaik av jordbruksmark och naturlig växtlighet. Runt Boca da Mata är det ganska tätbefolkat, med 124 invånare per kvadratkilometer.